# Indoktrination
Indoktrination (lateinisch doctrina ‚Belehrung‘) ist eine besonders vehemente, keinen Widerspruch und keine Diskussion zulassende Belehrung. Dies geschieht durch gezielte Manipulation von Menschen durch gesteuerte Auswahl von Informationen, um ideologische Absichten durchzusetzen oder Kritik auszuschalten.

## Charakteristik
Ein wesentliches Merkmal bzw. eine zentrale Methode der Indoktrination ist die Propaganda. Die Form der Informationsdarbietung ist hier einseitig verzerrt, die Gesamtheit der verfügbaren Informationen wird zensiert, die der Ideologie widersprechenden Angaben werden zurückgehalten, deren Äußerung mit diskreten Benachteiligungen oder konkreten Strafen bedroht.
Die Möglichkeiten, ein entsprechendes Informationsmonopol über eine große Menschenmenge zu erreichen, sind auffällig in Diktaturen gegeben. Aber auch eine unkontrollierte Monopolisierung der Massenmedien und autoritäre, religiös oder politisch motivierte Erziehungsformen können Indoktrination fördern. Dabei werden die (scheinbar) positiven Seiten des Systems überhöht, während kritische oder missliebige Informationen unterdrückt werden.

## Indoktrination im pädagogischen Kontext

### Geschichte
Die Abgrenzung zwischen Indoktrination und Erziehung ist ein historisches Produkt der Neuzeit. Bis ins Mittelalter, in dem Bildung vor allem in religiösen Kontexten stattfand, wurden Indoktrination und Erziehung nahezu synonym verwendet. Spätestens seit der Aufklärung herrscht zumindest implizit das Verständnis vor, dass Indoktrination und Erziehung einander ausschließen. Der Begriff „Indoktrination“ selbst wurde erst in den 1960er Jahren in die deutsche Sprache übernommen, wo er als abwertender Begriff einerseits für die Schulungsarbeit der Alliierten verwendet wurde, andererseits aber auch die Erziehung im Nationalsozialismus bezeichnen sollte. In der pädagogischen Fachliteratur spielte der Begriff in der Folge eine untergeordnete Rolle, wurde aber ebenfalls vor allem in Abgrenzung zu Erziehung verwendet. Indoktrination wurde primär als intentional bedingt oder als strukturelle Komponente schulischer Erziehung im Sinne eines heimlichen Lehrplans betrachtet. Nach dem Zusammenbruch der Sowjetunion wurde in der pädagogischen Diskussion Indoktrination vor allem zur Beschreibung geschlossener, totalitärer Gesellschaften genutzt.

### Die Abgrenzung zwischen Indoktrination und Erziehung
Indoktrination hat in pädagogischen Kontexten heute eine klar negative Konnotation. Eine klare, systematische Unterscheidung zwischen Indoktrination und Erziehungen ist allerdings nicht ohne weiteres möglich. Heinz-Elmar Tenorth geht von einem graduellen Unterschied zwischen Indoktrination und Erziehung aus und sieht in jeder Pädagogik ein Risiko zur illegitimen Indoktrination. Auch Anette M. Stroß betont, dass Indoktrination ein alltäglicher Bestandteil pädagogischen Denkens sei, der nicht nur in totalitären Systemen, sondern eben auch in Demokratien zu finden sei. Johannes Drerup dagegen hält an einer prinzipiellen Unterscheidbarkeit von Erziehung und Indoktrination fest: Lernen sei einerseits niemals vollständig steuerbar, zweitens ließe sich Indoktrination anhand der jeweiligen Inhalte und Methoden unterscheiden und drittens gelte es auch, die Rechtfertigungen demokratischer Erziehung in den Blick zu nehmen. Der Fokus auf Methoden, Inhalte und Intentionen hinter Indoktrination wird auch von weiteren Autoren vorgeschlagen, ist aber ebenfalls umstritten.